# Geografie průmyslu
Geografie průmyslu je prostorové rozložení průmyslu v rámci celého světa.

## Vznik geografie průmyslu
Zpočátku se jednalo o nauku o průmyslových krajinách, která se zabývala interakcí mezi průmyslovou krajinou a ostatními složkami krajiny a také studiem zákonitostí a vývoje rozmístění průmyslu.
V 18. a 19. století měla geografie průmyslu popisný charakter. Kladla důraz na popis historického vývoj charakteristických rysů a na fyzicko-geografické předpoklady (např.: dostupnost nerostných surovin atd.). Bohužel geografie průmyslu v tomto období ještě nemá žádný ucelený teoretický rámec oboru.
Jako vědní disciplína je geografie průmyslu označována až na přelomu 19. a 20. století, kdy je vývoj podmíněn vlastním rozvojem průmyslu. Ve středověku bylo náplní její práce popisování činnosti různých řemeslných dílen a manufaktur, které vznikaly koncentrací obyvatelstva a zahájením pracovních aktivit. Samotná vědní disciplína se poté orientovala na charakteristiku rozmístění a těžbu surovin a na první průmyslové závody.

## Klasifikace průmyslových odvětví
Průmysl jako celek řadíme do sekundárního sektoru, který lze dále rozdělit právě na stavebnictví a průmysl. Samotný průmysl potom dělíme na těžbu nerostných surovin, výrobu a rozvod energií (elektřiny, vody, tepla a klimatizovaného vzduchu) a na zpracovatelský průmysl, do kterého řadíme:
- průmysl potravinářský
- textilní, oděvní a kožedělný
- dřevozpracující
- papírenský a polygrafický
- chemický
- sklářský a stavebních hmot
- hutnický a kovozpracující
- strojírenský
- elektrotechnický
- ostatní zpracovatelský

V průběhu let se v České republice vystřídalo několik klasifikací. Do roku 1993 zde platila JKOHN neboli jednotná klasifikace odvětví národního hospodářství. Mezi lety 1994 až 2007 potom OKEČ, tedy Odvětvová klasifikace ekonomických činností, která byla zavedena, aby lépe vyhovovala českým firmám. Od roku 2008 ale byla zaměněna za mezinárodní CZ-NACE neboli Klasifikace ekonomických činností.
Dle CZ-NACE tedy lze průmysl klasifikovat:
B – Těžba a dobývání 
- 05 – Těžba a úprava černého a hnědého uhlí
- 06 – Těžba ropy a zemního plynu
- 07 – Těžba a úprava rud
- 08 – Ostatní těžba a dobývání
- 09 – Podpůrné činnosti při těžbě

C – Zpracovatelský průmysl 
- 10 – Výroba potravinářských výrobků
- 11 – Výroba nápojů
- 12 – Výroba tabákových výrobků
- 13 – Výroba textilií
- 14 – Výroba oděvů
- 15 – Výroba usní a souvisejících výrobků
- 16 – Zpracování dřeva, výr. dřev. a příb. výrobků, kromě nábytku
- 17 – Výroba papíru a výrobků z papíru
- 18 – Tisk a rozmnožování nahraných nosičů
- 19 – Výroba koksu a rafinovaných ropných produktů
- 20 – Výroba chemických látek a chemických přípravků
- 21 – Výroba základních farmaceutických výrobků a přípravků
- 22 – Výroba pryžových a plastových výrobků
- 23 – Výroba ostatních nekovových minerálních výrobků
- 24 – Výroba základních kovů, hutní zpracování kovů; slévárenství
- 25 – Výroba kovových konstrukcí, výrobků, kromě strojů a zařízení
- 26 – Výroba počítačů, elektronických a optických přístrojů
- 27 – Výroba elektrických zařízení
- 28 – Výroba strojů a zařízení j. n.
- 29 – Výroba motorových vozidel (kromě motocyklů), přívěsů, návěsů
- 30 – Výroba ostatních dopravních prostředků a zařízení
- 31 – Výroba nábytku
- 32 – Ostatní zpracovatelský průmysl
- 33 – Opravy a instalace strojů a zařízení

D – Výroba a rozvod elektřiny, plynu, tepla a klimatiz. vzduchu 
- 35 – Výroba a rozvod elektřiny, plynu, tepla a klimatiz. vzduchu

E – Zásobování vodou; činnosti související s odpady a sanacemi 
- 36 – Shromažďování, úprava a rozvod vody
- 37 – Činnosti související s odpadními vodami
- 38 – Sběr a odstraňování odpadů, úprava odpadů k dalšímu využití
- 39 – Sanace a jiné činnosti související s odpady

## Průmysl v ČR po roce 1989

### Kupónová privatizace
Kuponová privatizace přišla na začátku devadesátých let, konkrétně v roce 1991, 1. listopadu. Cíl této privatizace byl ten, že stát chtěl převést majetek (pomocí kupónů) do soukromých rukou. Rozprodávaly se převážně firmy, u kterých byl předpoklad, že stát je nedokáže efektivně spravovat. Hlavním propagátorem a aktérem byl tehdejší ministr financí Václav Klaus. Celá privatizace se skládala z jednotlivých vln, tedy jakýchsi částí, které byly postupně spouštěny.

### Tunelování
Dosti blízkých tématem spojeným s kuponovou privatizací byla i metoda tunelování. Toto trestné počínání fungovalo na bázi důvěry vlastníků kupónových knížek, kteří své investice vkládali do tzv. investičních fondů. Například v roce 1992 vzniklo téměř tři stovky takových fondů. V dosti velkém množství případů ale majetek těchto investičních fondů zmizel, taktéž jejich majitelé. Typickou postavou této doby je Viktor Kožený, který je zakladatelem tzv. harvardských fondů.

### Transformace průmyslu
Československo patřilo před rokem 89 mezi země s nejvíce rozvinutým těžkým průmyslem. S příchodem demokracie po roce 1989 bylo ale jasné, že se tento směr bude muset změnit. S touto transformací průmyslu je spojená vyšší míra nezaměstnanosti, která souvisí hlavně s propouštěním zaměstnanců z velkých firem. Postupně se tedy podniky začaly orientovat na strojírenství, přesněji automobilový průmysl.

### Moderní průmysl v ČR
V dnešní době je tedy pro ČR důležitý především strojírenský průmysl, mezi největší společnosti lze zahrnout firmy jako je Škoda Auto Mladá Boleslav, Toyota Kolín, Hyundai Nošovice nebo Tatra Kopřivnice. Většina těchto vyrobených komodit jde na export do zemí EU, přesněji v roce 2016 mířilo 83,6 %. Největší podíl na tomto množství exportu má Německo, které tvoří 32 % z celkovém exportu ČR.

## Průmysl ve světě
Na světě nalezneme několik velkých průmyslových zón. Pro takovéto zóny je typické, že se na jednom místě slučuje více firem z oblasti stejné výroby nebo firmy, které jsou na sobě závislé. Tyto střediska se nazývají průmyslové komplexy nebo průmyslové oblasti. Největšího světového úspěchu dosahují jádrové oblasti, jedná se o makroregiony nebo průmyslové konurbace. Pro tyto oblasti je typická tradiční výroba a výzkum. Nejvýznamnější jádrové oblasti se nacházejí především v severní Americe, západní Evropě a východní Asii. V těchto částech světa se jedná především o ekonomicky nejvyspělejší státy G7, a to USA, Kanadu, Japonsko, Německo, Velkou Británii, Francii a Itálii. Nicméně někdy se hovoří o G8, kam se připojuje i Rusko.

### Jádrové oblasti severní Ameriky
V USA se jedná především o severovýchodní část kolem Velkých jezer, která se především orientuje na strojírenský průmysl. Dále se jedná o západní část orientovanou na Hi-tech technologie, elektroniku, elektrotechnický a chemický průmysl, a také jižní část orientovanou především na chemický průmysl.

### Jádrové oblasti v západní Evropě
Jedná se především o Anglii, země Beneluxu, Francii, Německo, Švýcarsko a sever Itálie. Tyto země tvoří pás, kterému se říká tzv. modrý banán. Tyto země se především orientují na strojírenský, elektrotechnický a chemický průmysl. Všechny tyto jádrové průmyslové oblasti se snaží zachytit vědecký a technický pokrok, a tím pádem být dobrou konkurencí asijskému a americkému trhu.

### Jádrové oblasti východní Asie
Zde se jedná zejména o Japonsko, východní a jižní Čínu a státy, které jsou nově industrializované, které se nazývají asijští tygři, a také se sem může řadit Rusko. Zde se jedná hlavně o výrobu komodit, a to především ve strojírenském a chemickém odvětví průmyslové výroby.